# Heterocerus undatus
Heterocerus undatus là một loài bọ cánh cứng trong họ Heteroceridae. Loài này được Melsheimer miêu tả khoa học đầu tiên năm 1884.